# شیانگ شیا
شیانگ(چینی:相) نام پنجمین فرمانرواست از فرمانروایان اسطوره‌ای دودمان شیا که به سال ووشو به تخت خود در شانگ کیو نشست.